# 災害補償
災害補償（さいがいほしょう）とは、自己の責任に起因しない災害によって自己が被害を蒙った場合、自己の負担によってそれの全てを補償することが不可能である場合に、第三者によってその損害の埋め合わせをするという制度のことである。これは現行法上では国家が責任を持って補償するということが定められており、農業災害や漁業災害や労働災害など業種ごとに様々な現場で発生する災害に対して補償するという制度が置かれている。